# Professor Plumiano de Astronomia e Filosofia Experimental
Professor Plumiano de Astronomia e Filosofia Experimental (em inglês: Plumian chair of Astronomy and Experimental philosophy) é uma das duas mais prestigiadas cátedras de astronomia da Universidade de Cambridge, juntamente à cátedra de Professor Lowndeano de Astronomia e Geometria. Foi fundada, em 1704, por Thomas Plume, membro do Christ’s College e arquidiácono de Rochester, com o intuito de "erigir um observatório e manter um Professor de Astronomia e Filosofia Experimental estudioso e experiente, e adquirir para ele e seus sucessores utensílios e instrumentos (quadrantes, telescópios, etc.)"
A primeira cátedra foi dada, em 1707, para Roger Cotes, ex-aluno de Isaac Newton, e o estipêndio foi acrescido, em 1768, por Robert Smith, o segundo professor plumiano.

## Professores Plumianos
- Roger Cotes (1707–1716)
- Robert Smith (1716–1760)
- Anthony Shepherd (1760–1796)
- Samuel Vince (1796–1821)
- Robert Woodhouse (1822–1828)
- George Biddell Airy (1828–1836)
- James Challis (1836–1883)
- George Darwin (1883–1912)
- Arthur Stanley Eddington (1913–1944)
- Harold Jeffreys (1946–1958)
- Fred Hoyle (1958–1972)[1]
- Martin Rees (1973–1991)[2]
- Richard Ellis (1993–2000)
- Jeremiah Paul Ostriker (2001–2003)[3]
- Robert Kennicutt (2006–2017)[4][5]
- Christopher S. Reynolds (2017–)[6]